# Nivaldo dos Santos Ferreira

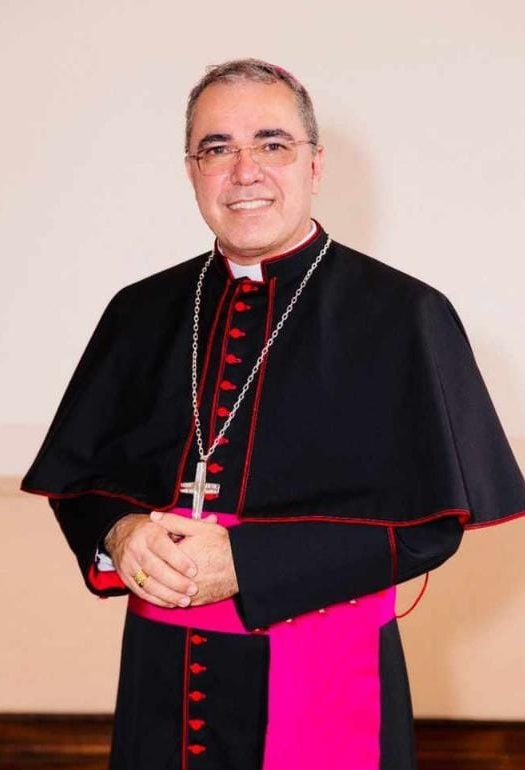
Nivaldo dos Santos Ferreira, 2021

Nivaldo dos Santos Ferreira (* 3. Juni 1967 in Barbacena, Minas Gerais) ist ein brasilianischer römisch-katholischer Geistlicher und Weihbischof in Belo Horizonte.

## Leben
Nivaldo dos Santos Ferreira studierte Philosophie und Katholische Theologie an der Pontifícia Universidade Católica de Minas Gerais in Belo Horizonte. Anschließend erwarb er an der Päpstlichen Universität Gregoriana in Rom ein Lizenziat im Fach Katholische Theologie. Er wurde am 27. Mai 1995 in der Kirche Santo Antônio in Jaraguá zum Diakon geweiht und empfing am 18. Mai 1996 in der Kirche São Sebastião in Barro Preto durch den Erzbischof von Belo Horizonte, Serafím Kardinal Fernandes de Araújo, das Sakrament der Priesterweihe.
1996 war Nivaldo dos Santos Ferreira kurzzeitig als Pfarrvikar der Pfarrei São Sebastião tätig, bevor er 1997 Pfarrer der Pfarrei Divino Espírito Santo wurde. Daneben lehrte er von 1997 bis 1998 am propädeutischen Seminar des Erzbistums Belo Horizonte. 2001 wurde Nivaldo dos Santos Ferreira Pfarrer der Pfarrei Santíssima Trindade und 2010 zudem Dechant des Dekanats São José. Von 2013 bis 2018 war er Regens des Priesterseminars des Erzbistums Belo Horizonte und Sekretär des Bischofsrats. Ab 2014 war er zusätzlich Pfarrer der Pfarrei São João Bosco. 2018 wurde Nivaldo dos Santos Ferreira Rektor des Heiligtums São Judas Tadeu in Belo Horizonte und Professor an der Pontifícia Universidade Católica de Minas Gerais.
Am 23. Dezember 2020 ernannte ihn Papst Franziskus zum Titularbischof von Thiava und zum Weihbischof in Belo Horizonte. Der Erzbischof von Belo Horizonte, Walmor Oliveira de Azevedo, spendete ihm am 11. Februar 2021 in der Kathedrale Cristo Rei in Belo Horizonte die Bischofsweihe; Mitkonsekratoren waren die Weihbischöfe in Belo Horizonte, Joaquim Giovanni Mol Guimarães und Vicente de Paula Ferreira CSsR.